# Generali Ladies Linz 2012
Il Generali Ladies Linz 2012 è stato un torneo di tennis che si è giocato sul cemento indoor. È stata la 26ª edizione del Generali Ladies Linz, che fa parte della categoria WTA International nell'ambito del WTA Tour 2012. Si è giocato a Linz, in Austria, dal 6 al 14 ottobre 2012.

## Partecipanti

### Teste di serie
| Nazionalità | Giocatore          | Ranking* | Testa di serie |
| ----------- | ------------------ | -------- | -------------- |
| Bielorussia | Viktoryja Azaranka | 1        | 1              |
| Serbia      | Ana Ivanović       | 12       | 2              |
| Slovacchia  | Dominika Cibulková | 13       | 3              |
| Rep. Ceca   | Lucie Šafářová     | 18       | 4              |
| Germania    | Julia Görges       | 21       | 5              |
| Belgio      | Yanina Wickmayer   | 25       | 6              |
| Austria     | Tamira Paszek      | 27       | 7              |
| Germania    | Sabine Lisicki     | 28       | 8              |

* Ranking al 1º ottobre 2012

### Altre partecipanti
Giocatrici che hanno ricevuto una Wild card:
- Ana Ivanović
- Patricia Mayr-Achleitner
- Andrea Petković

Giocatrici passate dalle qualificazioni:

- Mallory Burdette
- Kirsten Flipkens
- Lesja Curenko
- Bethanie Mattek-Sands

## Campionesse

### Singolare
Viktoryja Azaranka ha sconfitto in finale  Julia Görges per 6-3, 6-4.
- È il quattordicesimo titolo in carriera e il sesto dell'anno per l'Azarenka.

### Doppio
Anna-Lena Grönefeld /  Květa Peschke hanno sconfitto in finale  Julia Görges /  Barbora Záhlavová-Strýcová per 6-3, 6-4.